# Калтан
Калтан (на руски: Калтан) е град в Кемеровска област, Русия. Населението на града към 1 януари 2018 е 20 841 души.

## История
Селището е основано през 1946 година, през 1959 година получава статут на град.